# Fitzpleasure
Singles de Alt-J
Something Good
(2012) Dissolve Me
(2012)
Fitzpleasure est une chanson du groupe anglais Alt-J extraite en 2012 de l'album studio An Awesome Wave. Sortie le 18 mai 2012 sur le label Infectious, la chanson sort en format numérique. La chanson a été écrite par Joe Newman, Gus Unger-Hamilton, Gwilym Sainsbury, Thom Green et Murad Merali et produite par Charlie Andrew.

## Classements
| Classement (2012–13)           | Meilleure position |
| ------------------------------ | ------------------ |
| Autriche (Ö3 Austria Top 40)   | 47                 |
| États-Unis (Hot Rock Songs)    | 48                 |
| États-Unis (Rock Airplay)      | 44                 |
| États-Unis (Alternative Songs) | 27                 |